# Haïm Korsia

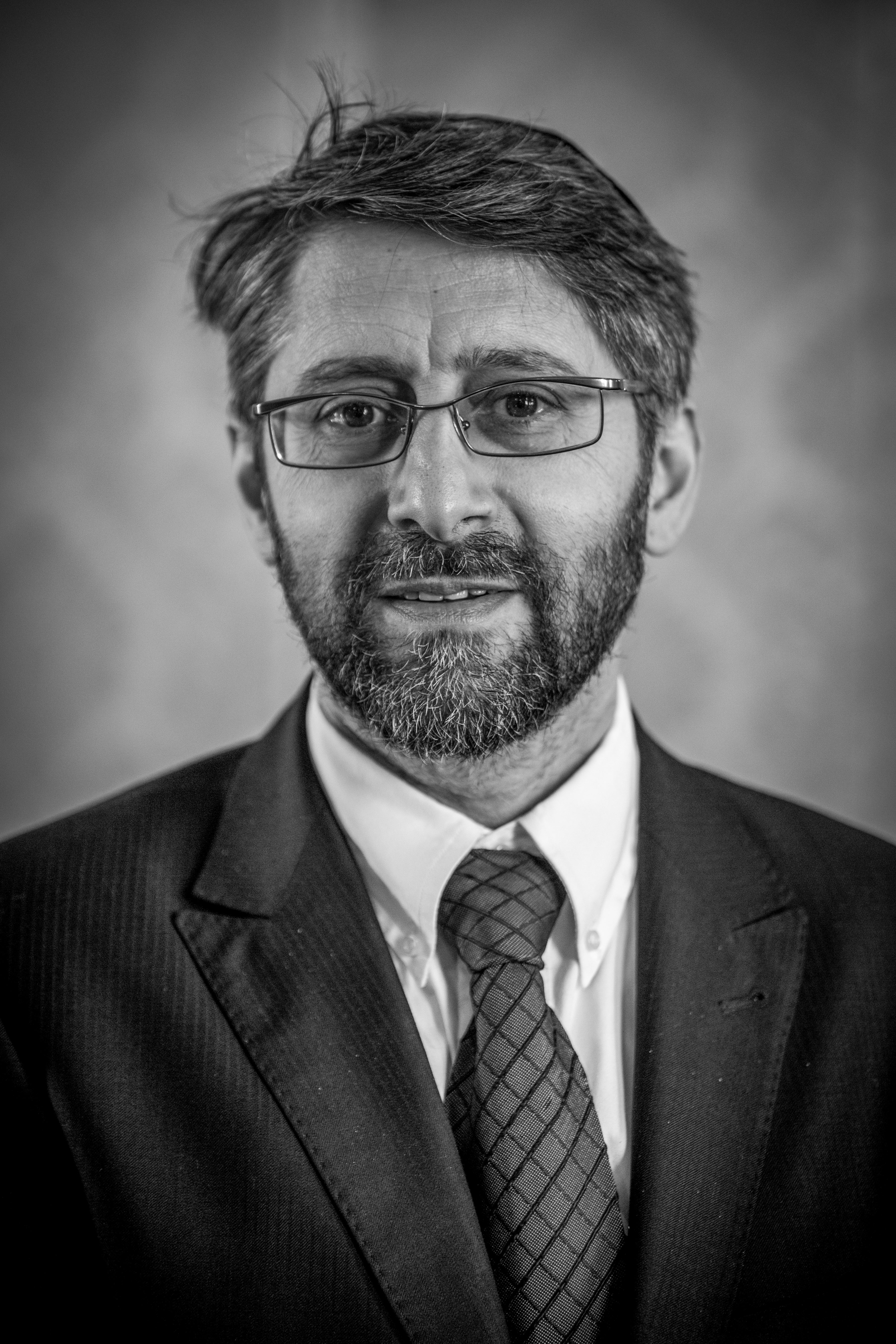
Haïm Korsia im Oktober 2014

Haïm Korsia (geboren am 27. September 1963 in Lyon) ist seit 2014 der gewählte Oberrabbiner Frankreichs.

## Leben
Haïm Korsia trat mit 15 Jahren in das Israelitische Seminar Frankreichs (Séminaire israélite de France – SIF) ein. 1987 wurde er Rabbiner der Stadt Reims.
Korsia wurde am 22. Juni 2014 für sieben Jahre in das Amt des Oberrabbiners Frankreichs gewählt. Er war bisher schon der oberste jüdische Militärgeistliche der französischen Armee, der École polytechnique und des Souvenir français. Er ist ein ehemaliges Mitglied des Nationalen Konsultativkomitees für Ethik (Comité consultatif national d'éthique).
Bei der Wahl zum Oberrabbiner Frankreichs am 6. Juni 2021 wurde der 57-jährige Amtsinhaber Haïm Korsia, der gleichzeitig Erster Vizepräsident der Europäischen Rabbinerkonferenz (CER) ist, für weitere sieben Jahre in seinem Amt bestätigt.

## Auszeichnungen
- 2015: Offizier der Ehrenlegion (2006 Ritter)[1]
- 2020: Komtur des Ordre des Arts et des Lettres[2]
- 2021: Komtur des Ordre national du Mérite[3] (2001 Ritter, 2012 Offizier)[4]

## Veröffentlichungen
- Gendarmerie Française 1940–1944. Rosiers, ISBN 979-10-90108-08-0.
- Être juif et français. Jacob Kaplan, le rabbin de la république. Privé éditions, 2006, ISBN 978-2-35076-023-0.
- Mit Raymond Laugier: Nissim de Camondo. 1892–1917. Hommage 2007. Pulnoy, 2007.
- Bioéthique. L’homme démultiplié, une réflexion juive sur l’humanité à venir. Oxus, 2009, ISBN 978-2-84898-126-0.
- Mit Alain de la Morandais und Malek Chebel: Les enfants d'Abraham. Un chrétien, en juif et en musulman dialoguent. Presses de la Renaissance, 2011, ISBN 2-7509-0663-6.
- Mit Francois Clavairoly: Paroles d'alliance. Dialogue entre un pasteur et un rabbin sur la societe francaise. Éditions François Bourin, Paris 2010, ISBN 978-2-84941-209-1.
- Éthique et action publique. Éditions ISMaPP, 2011, ISBN 978-2-84165-432-1.
- Aider à vivre. Pour des vies dignes d’être vécues jusqu’au bout. Tracts Gallimard, Paris 2024, ISBN 978-2-073-08623-5.